# Марково (Вёскинское сельское поселение)
Ма́рково — деревня в Лихославльском районе Тверской области России. Деревня расположена вдоль ответвления автодороги М10 с сторону города Лихославль.
Административно входит в состав муниципального образования — Вёскинское сельское поселение.

## Население
| 2010 |
| ---- |
| 1    |

Количество дворов не менее 8.

## Транспорт
Через деревню проходит дорога Марково-Крючково, проходящая через деревни Рудаево, Вырцово и Гнездцы.
Дорога находится в аварийном состоянии, особенно на участке Гнездцы-Крючково, где возможность проезда на легковом автотранспорте маловероятна. 
В районе деревни Гнездцы находится мост через речку Малица.

## Экономика
На 2008 год основой экономики является огородничество и приусадебное животноводство. Деревня электрифицирована, но не газифицирована. Газификация возможна, так как через деревню проходит участок газопровода.